# Albatros brun
Phoebetria fusca
Espèce
Statut de conservation UICN

 EN A4bd : En danger
L'Albatros brun (Phoebetria fusca) ou Albatros fuligineux à dos sombre, est une espèce d'oiseau de mer de la famille des Diomedeidae.

## Description

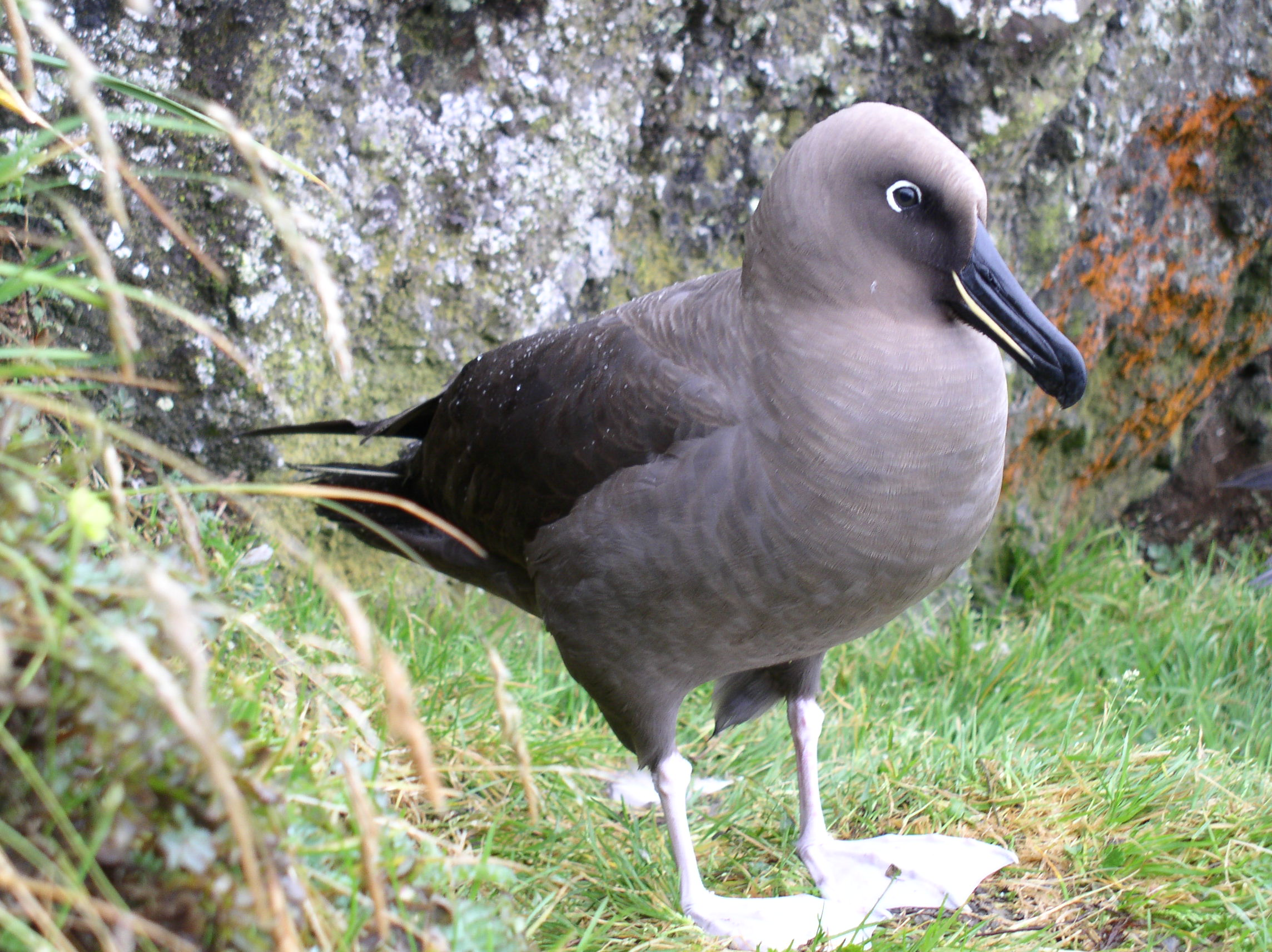
Albatros brun sur l'île de la Possession

Cet albatros pèse de 1,8 à 3 kg pour une envergure d'environ 203 cm.
Son plumage est plus foncé que celui de l'Albatros fuligineux à dos clair et ne présente pas de zone pâle sur le dos. Son bec sombre présente une bordure jaune crème sur la mandibule inférieure.

## Répartition
L'Albatros brun niche à travers l'archipel Tristan da Cunha, îles du Prince-Édouard, Crozet, Kerguelen, Saint-Paul-et-Amsterdam.
Cet oiseau fréquente plutôt la zone subtropicale.

### Photos et vidéos
- Photos comparatives des crânes de Thalassarche chrysostoma, Thalassarche melanophris, Thalassarche cauta steadi et Phoebetria fusca sur le site Seabird Osteology Pages

### Source
- Todd F.S. & Genevois F. (2006) Oiseaux & Mammifères antarctiques et des îles de l'océan austral. Kameleo, Paris, 144 p.